# ローマの奴隷販売
『ローマの奴隷販売』（ローマのどれいはんばい、仏: Vente d'esclaves à Rome, 英: Slave Market in Rome）は、フランスの画家ジャン＝レオン・ジェロームが描いた1884年の絵画。この作品は、ロシア、サンクトペテルブルクのエルミタージュ美術館に所蔵されている。絵画はキャンバスに油彩で描かれており、大きさは92×74cmである。1884年、セルゲイ・アレクサンドロヴィチは妻であるエリザヴェータ・フョードロヴナのために、ジェロームから『ローマの奴隷販売』を購入した。